# Dubiaranea
Dubiaranea is een geslacht van spinnen uit de familie hangmatspinnen (Linyphiidae). 

## Soorten
De volgende soorten zijn bij het geslacht ingedeeld:
- Dubiaranea abjecta Millidge, 1991
- Dubiaranea abundans Millidge, 1991
- Dubiaranea affinis Millidge, 1991
- Dubiaranea albodorsata Millidge, 1991
- Dubiaranea albolineata Millidge, 1991
- Dubiaranea amoena Millidge, 1991
- Dubiaranea argentata Millidge, 1991
- Dubiaranea argenteovittata Mello-Leitão, 1943
- Dubiaranea atra Millidge, 1991
- Dubiaranea atriceps Millidge, 1991
- Dubiaranea atripalpis Millidge, 1991
- Dubiaranea atrolineata Millidge, 1991
- Dubiaranea aureola Millidge, 1991
- Dubiaranea bacata Millidge, 1991
- Dubiaranea brevis Millidge, 1991
- Dubiaranea caeca Millidge, 1991
- Dubiaranea caledonica (Millidge, 1985)
- Dubiaranea castanea Millidge, 1991
- Dubiaranea cekalovici (Millidge, 1985)
- Dubiaranea cerea (Millidge, 1985)
- Dubiaranea colombiana Millidge, 1991
- Dubiaranea concors Millidge, 1991
- Dubiaranea congruens Millidge, 1991
- Dubiaranea crebra Millidge, 1991
- Dubiaranea decora Millidge, 1991
- Dubiaranea decurtata Millidge, 1991
- Dubiaranea deelemanae Millidge, 1995
- Dubiaranea difficilis (Mello-Leitão, 1944)
- Dubiaranea discolor Millidge, 1991
- Dubiaranea distincta (Nicolet, 1849)
- Dubiaranea distracta Millidge, 1991
- Dubiaranea elegans Millidge, 1991
- Dubiaranea fagicola Millidge, 1991
- Dubiaranea falcata (Millidge, 1985)
- Dubiaranea festiva (Millidge, 1985)
- Dubiaranea fruticola Millidge, 1991
- Dubiaranea fulgens (Millidge, 1985)
- Dubiaranea fulvolineata Millidge, 1991
- Dubiaranea furva Millidge, 1991
- Dubiaranea fusca Millidge, 1991
- Dubiaranea gilva Millidge, 1991
- Dubiaranea gloriosa Millidge, 1991
- Dubiaranea grandicula Millidge, 1991
- Dubiaranea gregalis Millidge, 1991
- Dubiaranea habilis Millidge, 1991
- Dubiaranea inquilina (Millidge, 1985)
- Dubiaranea insignita Millidge, 1991
- Dubiaranea insulana Millidge, 1991
- Dubiaranea insulsa Millidge, 1991
- Dubiaranea lepida Millidge, 1991
- Dubiaranea levii Millidge, 1991
- Dubiaranea longa Millidge, 1991
- Dubiaranea longiscapa (Millidge, 1985)
- Dubiaranea luctuosa Millidge, 1991
- Dubiaranea lugubris Millidge, 1991
- Dubiaranea maculata (Millidge, 1985)
- Dubiaranea manufera (Millidge, 1985)
- Dubiaranea margaritata Millidge, 1991
- Dubiaranea media Millidge, 1991
- Dubiaranea mediocris Millidge, 1991
- Dubiaranea melanocephala Millidge, 1991
- Dubiaranea melica Millidge, 1991
- Dubiaranea mirabilis Millidge, 1991
- Dubiaranea modica Millidge, 1991
- Dubiaranea morata Millidge, 1991
- Dubiaranea nivea Millidge, 1991
- Dubiaranea opaca Millidge, 1991
- Dubiaranea orba Millidge, 1991
- Dubiaranea ornata Millidge, 1991
- Dubiaranea penai (Millidge, 1985)
- Dubiaranea persimilis Millidge, 1991
- Dubiaranea procera Millidge, 1991
- Dubiaranea propinquua (Millidge, 1985)
- Dubiaranea propria Millidge, 1991
- Dubiaranea proxima Millidge, 1991
- Dubiaranea pulchra Millidge, 1991
- Dubiaranea pullata Millidge, 1991
- Dubiaranea remota Millidge, 1991
- Dubiaranea rufula Millidge, 1991
- Dubiaranea saucia Millidge, 1991
- Dubiaranea setigera Millidge, 1991
- Dubiaranea signifera Millidge, 1991
- Dubiaranea silvae Millidge, 1991
- Dubiaranea silvicola Millidge, 1991
- Dubiaranea similis Millidge, 1991
- Dubiaranea solita Millidge, 1991
- Dubiaranea speciosa Millidge, 1991
- Dubiaranea stellata (Millidge, 1985)
- Dubiaranea subtilis (Keyserling, 1886)
- Dubiaranea teres Millidge, 1991
- Dubiaranea tridentata Millidge, 1993
- Dubiaranea tristis (Mello-Leitão, 1941)
- Dubiaranea truncata Millidge, 1991
- Dubiaranea turbidula (Keyserling, 1886)
- Dubiaranea usitata Millidge, 1991
- Dubiaranea varia Millidge, 1991
- Dubiaranea variegata Millidge, 1991
- Dubiaranea versicolor Millidge, 1991
- Dubiaranea veterana Millidge, 1991
- Dubiaranea vetusta Millidge, 1991